# Амбарцумян, Захарий Николаевич
Захарий Николаевич Амбарцумян (арм. Զախարի Նիկոլայի Համբարձումյան) (25 марта 1903, Баку, Бакинская губерния, Российская империя — 4 ноября 1970, Москва, СССР)— советский библиотековед, педагог, заслуженный работник культуры РСФСР (1969), кандидат педагогических наук, профессор МГБИ, ученик Л. Н. Троповского.

## Биография
Родился 25 марта 1903 года в Баку, вскоре после рождения переехал в Москву и увлёкся чтением и записался в библиотеку ВЦИК, где во время нахождения пользователем за короткое время освоил работу библиотекарем без образования, в связи с этим в 1918 году он был принят в штат данной библиотеки и проработал там два года, после чего переведён в Тургеневскую библиотеку и проработал вплоть до 1934 года, после чего работал в разных библиотеках Москвы.  В 1925 г. проходил службу красноармейцем -одногодичнимком. В 1927 году поступил в МГУ, который окончил в 1932 году и учился на нескольких факультетах. В 1934 году принят в аспирантуру МГБИ, будучи сотрудником МГБИ он основал курс Библиотечные каталоги и проводил его в качестве преподавателя вплоть до конца 1960-х годов. До 23 июня 1941 г. преподавал в МГБИ. Диссертацию на тему "Классификация книг и систематический каталог" завершил в 1941 г., а защитил ее 7 декабря 1943 г.
23 июня 1941 г.  был призван в Тимирязевским райвоенкоматом г. Москвы и направлен в стрелково-тактический институт (курсы "Выстрел"). По окончании двухмесячных курсов в звании ст. лентенанта был направлен в 43-ю армию. После защиты диссертации получил назначение в 57-ю армию 3-го Украинского фронта. На фронте Амбарцумян был начальником оперативного отдела 57-й Армии 3-го Украинского фронта. Участвовал в освобождении Румынии, Болгарии, Югославии, Венгрии. Закончил войну на территории Австрии. Закончил войну З.Н. Амбарцумян в 1945 г. в звании подполковника, а в 1946 г. был направлен на обучение в Академию Генерального штаба. В середине мая 1946 г., в связи с сокращением Вооруженных сил, в звании полковника  Амбарцумян был уволен в запас.
З.Н. Амбарцумян всегда вел разнообразную общественную работу. Возглавлял комиссию по индексации ББК, являлся членом Ученых советов Государственной библиотеки СССР им. В.И. Ленина, Всесоюзной Книжной палаты, редакционного совета издательства "Книга". Многие годы он был членом редколлегии журнала "Библиотекарь".
Под его руководством с 1951 по 1969 гг. было защищено 5 кандидатских диссертаций. В апреле 1970 г. в связи с выходом на пенсию З.Н. Амбарцумян закончил педагогическую делятельность.
Скончался 4 ноября 1970 года в Москве.

## Научные работы
Основные научные работы посвящены библиотековедению. Автор свыше 100 научных работ и 25 книг.
- Составил таблицы классификации для детских библиотек и краеведческих каталогов.